# Wydzielanie się drzew
Wydzielanie się drzew – jeden z naturalnych procesów rozwojowych drzewostanu polegający na obumieraniu najsłabszych drzew w drzewostanie, co skutkuje stopniowym zmniejszaniem się ich liczby na jednostce powierzchni. Proces prowadzi do samoregulacji zagęszczenia populacji roślin drzewiastych. Zaczyna się od różnicowania się wysokości drzew młodego pokolenia, co ma wpływ na kondycję poszczególnych osobników. Nierównomierne wydzielanie się drzew w przestrzeni prowadzi do grupowania się drzew (tworzenia tzw. biogrup) będących cechą typową naturalnej struktury przestrzennej, podczas gdy w sztucznych drzewostanach drzewa rozmieszczone są równomiernie. Sztuczna struktura drzewostanów z równomiernym rozmieszczeniem drzew jest kształtowana przez zabiegi zastępujące naturalne wydzielanie się drzew – czyszczenia wczesne i późne oraz trzebieże.